# Wiesenstraße Nr. 10
Wiesenstraße Nr. 10 ist ein Film von Denys de La Patellière, der 1959 nach dem gleichnamigen Roman von René Lefèvre gedreht wurde. Jean Gabin spielt einen alleinerziehenden Vater, der um die Entwicklung seiner Kinder in der Nachkriegszeit ringt.

## Handlung
Im Prolog kommt der einfache Bauarbeiter Henri Neveux 1942 aus der Kriegsgefangenschaft nach Paris zurück. Er findet in seiner Wohnung in der Wiesenstraße 10 seine Schwägerin, die seine Kinder schlafen gelegt hatte. Seine Frau war im Wochenbett gestorben, der Sohn Fernand überlebte. Er konnte nicht der Vater sein, weil er 2 Jahre nicht zu Hause war. So hat er nun zu seiner Überraschung neben seinem kleinen Sohn Loulou und der Tochter Odette noch ein drittes Kind.
1959 wird sein Sohn Loulou französischer Amateur-Bahnradmeister. Henri ist glücklich. Ist er doch auch ein versierter Radfahrbegeisterter. Es ist sehenswert, wie er taktische Züge des Bahnradfahrens auf einem Stuhl darstellt. Das Fernsehen überträgt direkt aus der Wiesenstraße 10 und stellt die Familie des alleinerziehenden Henri vor. Loulou als neues Talent bekommt sofort ein lukratives Angebot von einem Profi-Radfahrtrainer. Bei dieser Gelegenheit wird auch Odette, bisher Schuhverkäuferin, als Fotomodell entdeckt. Henri kann stolz auf seine Kinder sein. Bis auf Fernand. Da er bei ihm keine besondere Neigung entdeckte, unterstützt Henri seine Schulausbildung. Er will, dass der so seinen Weg machen kann. Doch Fernand hat Probleme mit seinem aufbrausenden Gerechtigkeitssinn, der ihn schnell auf seinen Gegner einschlagen lässt. Für die Schulleitung stellt sich die Attacke auf den Musterschüler als krimineller Akt der Erpressung dar, wo es um Verlustausgleich unter den Schülern ging. Henri wird zum Tribunal in die Schule gebeten, wo Fernand ungerechterweise als alleiniger Verursacher verwarnt wird. Henri verurteilt seinen Sohn nicht, obwohl Fernand ihn nicht über die Hintergründe aufklärt. Er akzeptiert dessen Schweigen. Er bricht seinen Sohn nicht.
Auch Loulou lernt auf seinem Weg als Profiradsportler, dass nicht nur sein Können gefragt ist, sondern dass er aus Geschäftsinteressen auch verlieren muss. Rennerfolge sind abgesprochen. Seine öffentliche Darstellung in der Presse verlangt, dass er auch über seinen Vater Lügen verbreitet, als hätte der seine Karriere nicht gewollt. Fernand stellt ihn wegen dieser verletzenden Unaufrichtigkeiten zur Rede und verheimlicht den Artikel vor dem Vater. Loulou verdient gut, was er seinem Vater stolz auch zu zeigen weiß.
Odette lernt, dass beim Fotoshooting ihre Schamgefühle nicht akzeptiert werden. Bald möchte sie mehr Freiheit und erlangt beim Vater, dass sie  über die Woche in einer kleinen Pension wohnen kann. Als sie einmal nicht, wie verabredet, nach Hause kommt, sucht er sie. Er findet sie in einem Resort der Reichen mit dem viel älteren Industriellen Pedrell verkehrend. Henri stellt sie zur Rede, bezeichnet sie als Dirne. Odette glaubt, dass Pedrell sie heiraten will und spricht von Liebe.
Alle Kinder feiern einen Sieg Loulous bei einem Profiradrennen zu Hause. Doch Fernand muss seinem Vater beibringen, dass er nun doch von der Schule geflogen ist. Die anderen helfen ihm dabei und erwähnen, dass auch Henri dieses Schicksal hatte. Aber Henri ist die Feierlust vergangen. Er steckt Fernand in eine Schule mit Internat.
Henri sucht Predell wegen seines Verhältnisses mit Odette zu Hause auf. Ein einfacher, gradliniger Arbeiter tritt dem reichen Industriellen Predell gegenüber. Beide sind fast gleich alt. Henri macht Predell klar, dass er ihn und seine angeblichen Schwierigkeiten bei dessen Scheidung durchschaut. Er droht ihm für den Fall, dass er das Ansehen seiner Tochter beschädigt. Es ist ein eindrucksvoller Auftritt, der Predells Fassade von Wohlhabenheit und Kultur wegschiebt für einen klaren und gradlinigen Blick.
Natürlich nimmt Odette diese Intervention übel. Sie zieht aus. So auch ihr Bruder, dem Vaters angebliche Bevormundung nun reicht. Dabei wollte Henri doch nur, dass es den Kindern einmal besser ergeht. Er hatte es doch nur zum Werkmeister geschafft, obwohl sie alle gut von seinem Lohn leben konnten. Mit klarem Blick hatte er nicht nur Odettes, sondern auch Loulous Weg und Probleme durchschaut. Er kannte auch die verleumderischen Zeitungsäußerungen von Loulou über ihn.
Nun ist Henri allein, nur getröstet durch seinen Arbeitskollegen Ernest, zu dem er ein enges Verhältnis hat. Auf dem Bau ist er als Meister dessen Vorgesetzter und mahnt schon einmal an, dass der auch seinen Schutzhelm aufsetzen soll. Aber beide haben über die Arbeit hinaus ein enges freundschaftliches Verhältnis. Eindrucksvoll wie Henri über seine Sehnsucht nach allen seinen Kindern spricht, wie er sein Schicksal als alleinerziehender Vater, der gerade auch im Interesse seiner Kinder keine neue Partnerin finden konnte, obwohl es Möglichkeiten gab, schildert.
Plötzlich ist Fernand, der nach einem Wochenendaufenthalt zu Hause war, nicht mehr im Internat angekommen. Henri ist stark beunruhigt. Er sucht die Polizei auf. Fernand war, ohne es zu wissen, bei einer Prostituierten (Josette) untergekommen. Es hatte diese Frau für ihn eingenommen, dass er sie nicht als Prostituierte, sondern liebenswerte Frau ansah. Sie schlief mit ihm. Doch Josette, als sie mitbekommt, dass er noch nicht volljährig ist, alarmiert die Polizei. Die verhaftet ihn grob, unter Schlägen aus dem Bett heraus. Fernand schlägt zurück. Nun hat er ein Problem: Widerstand gegen die Staatsgewalt. Ihm droht Einweisung in eine Erziehungsanstalt. Henri verschlechtert die Situation, als er sich beim Untersuchungsrichter beschwert.
Die beiden Geschwister unter Mithilfe von Pedrell wollen das verhindern. Der einzige Weg ist es, den Vater zu belasten, wozu Predell eine Anwältin beisteuert. Auf der Jugendgerichtsverhandlung schildern sie ihren Vater als jemand, der unfähig wäre, Erziehungsaufgaben verantwortungsvoll zu lösen. Dieser einfache, arbeitsame Henri Neveux, dieses Bild eines aufrechten und aufrichtigen Franzosen, wird von dem Staatsanwalt verdreht und besudelt dargestellt. Wie einfach geht eine solche Umdeutung. Die Anwältin erwähnt sogar, dass Fernand nicht sein richtiger Sohn sei, und will damit Henris angebliches Erziehungsversagen erklären. Henri hatte nie gewollt, dass Fernand davon erfährt. Wollte er doch, dass Fernand ihn unvoreingenommen sieht. Aber jetzt bricht es aus Fernand heraus. Er sei doch nur aus dem Internat geflohen, um zu seinem Vater zu kommen. Er wüsste längst, dass Henri nicht sein Erzeuger sei. Aber er sei sein Vater. Vater sei, wer einen im täglichen Leben begleite und die Suppe in den Teller fülle. Der Richter entscheidet auf Bewährung. In der letzten Filmsequenz laufen Henri und Fernand nach Hause. Henri fragt Fernand, was er nun machen will. Er antwortet, zuerst die Schule beenden. Henri: „Hast du es endlich begriffen?“

## Produktion
Der Film wurde 1959 von Georges Dancigers und Alexandre Mnouchkine produziert und lief ab 3. März 1960 in den deutschen Kinos.

## Synchronisation
Die deutschsprachige Synchronisation erfolgte zweimal: 1. in der DDR durch das DEFA-Studio für Synchronisation, Berlin (Dialogregie: Johanna Simeth; Dialogbuch: Erick Hirsch) und 2. in der BRD durch die Bavaria Film Synchron GmbH, München (Dialogregie: Günther Sauer, Dialogbuch: Sabine Boquoi)
| Rolle                        | Schauspieler       | Synchronsprecher DEFA | Synchronsprecher Bavaria Film |
| ---------------------------- | ------------------ | --------------------- | ----------------------------- |
| Henri Neveux                 | Jean Gabin         | Maximilian Larsen     | Franz-Josef Steffens          |
| Loulou                       | Claude Brasseur    | Urlich Thein          |                               |
| Fernand                      | Roger Dumas        | Peter Groeger         |                               |
| Odette                       | Marie-José Nat     | Christel Bodenstein   |                               |
| Ernest                       | Paul Frankeur      | Heinz Scholz          | Gernot Duda                   |
| Rechtsanwältin Surville      | Renée Faure        |                       | Marianne Hoffmann             |
| Pedrell                      | Roger Tréville     | Herwart Grosse        | Berno von Cramm               |
| Loutrel                      | Alfred Adam        | Willi Narloch         |                               |
| Staatsanwalt                 | Louis Seigner      |                       | Herbert Weicker               |
| Gerichtspräsident            | Jacques Monod      |                       | Christian Marschall           |
| Untersuchungsrichter Moineau | Bernard Dhéran     | Hannjo Hasse          | Christian Tramitz             |
| Josette                      | Domenique Page     |                       |                               |
| Dubourg                      | Gabriel Gobin      | Erich Mirek           | Joachim Höppner               |
| Schuldirektor                | François Chaumette |                       | Norbert Gastell               |
| Pauls Vater                  | Guy Decomble       |                       | Franz Rudnick                 |

## Rezeption
Oliver Armknecht meint, dass der sehenswerte Film „eine gut gespielte, über weite Strecke zurückhaltende Mischung aus Sozial- und Familiendrama ist“.